# العلاقات السلوفينية الكرواتية
العلاقات السلوفينية الكرواتية هي العلاقات الثنائية التي تجمع بين سلوفينيا وكرواتيا.

## مقارنة بين البلدين
هذه مقارنة عامة ومرجعية للدولتين:
| وجه المقارنة                                              | سلوفينيا                                                      | كرواتيا                                                  |
| --------------------------------------------------------- | ------------------------------------------------------------- | -------------------------------------------------------- |
| المساحة (كم2)                                             | 20.27 ألف                                                     | 56.59 ألف                                                |
| عدد السكان (نسمة)                                         | 2.07 مليون                                                    | 4.11 مليون                                               |
| الكثافة السكانية (ن./كم²)                                 | 102.12                                                        | 72.63                                                    |
| العاصمة                                                   | ليوبليانا                                                     | زغرب                                                     |
| اللغة الرسمية                                             | اللغة السلوفينية، اللغة الإيطالية، لغة مجرية                  | اللغة الكرواتية                                          |
| العملة                                                    | يورو، تولار سلوفيني                                           | كونا كرواتية                                             |
| الناتج المحلي الإجمالي (بليون دولار)                      | 48.77 مليار                                                   | 54.85 مليار                                              |
| الناتج المحلي الإجمالي (تعادل القوة الشرائية) بليون دولار | 66.01 مليار                                                   | 94.64 مليار                                              |
| الناتج المحلي الإجمالي الاسمي للفرد دولار أمريكي          | 20.73 ألف                                                     | 11.54 ألف                                                |
| الناتج المحلي الإجمالي للفرد دولار أمريكي                 | 30.40 ألف                                                     | 21.64 ألف                                                |
| مؤشر التنمية البشرية                                      | 0.880                                                         | 0.818                                                    |
| رمز المكالمات الدولي                                      | +386                                                          | +385                                                     |
| رمز الإنترنت                                              | .si                                                           | .hr                                                      |
| المنطقة الزمنية                                           | توقيت وسط أوروبا، ت ع م+01:00، ت ع م+02:00، أوروبا/ليوبليانا ‏ | توقيت وسط أوروبا، ت ع م+01:00، ت ع م+02:00، أوروبا/زغرب ‏ |

## مدن متوأمة
في ما يلي قائمة باتفاقيات التوأمة بين مدن سلوفينية وكرواتية:
- ترتبط كوبر مع Buzet [الإنجليزية]‏ باتفاقية توأمة.
- ترتبط بيران مع فيس [الإنجليزية]‏ باتفاقية توأمة منذ 2001.
- ترتبط ماريبور مع أوسييك باتفاقية توأمة.
- ترتبط كراني مع أوسييك باتفاقية توأمة منذ 1965.
- ترتبط فيلينيه مع سبليت باتفاقية توأمة.
- ترتبط ليوبليانا مع زغرب باتفاقية توأمة منذ 1966.[16][16][16][16]
- ترتبط سيجانا مع راب باتفاقية توأمة.
- ترتبط بيتوج مع فاراجدين باتفاقية توأمة.
- ترتبط بلدية كوتشيفيه [الإنجليزية]‏ مع راب باتفاقية توأمة.
- ترتبط تسليه مع سلافونسكي برود باتفاقية توأمة منذ 1990.
- ترتبط إيليرسكا بيتريسا مع أوباتيا باتفاقية توأمة.
- ترتبط نوفا جوريتسا مع Otočac [الإنجليزية]‏ باتفاقية توأمة منذ 1965.
- ترتبط زاغري أب سافي مع أوميش باتفاقية توأمة.

## منظمات دولية مشتركة
يشترك البلدان في عضوية مجموعة من المنظمات الدولية، منها:
| علم المنظمة | اسم المنظمة                               | تاريخ انضمام سلوفينيا | تاريخ انضمام كرواتيا |
| ----------- | ----------------------------------------- | --------------------- | -------------------- |
|             | الاتحاد الأوروبي                          | 1 مايو 2004           | 1 يوليو 2013         |
|             | وكالة ضمان الاستثمار متعدد الأطراف        | 19 مارس 1993          | 19 مارس 1993         |
|             | الأمم المتحدة                             | 22 مايو 1992          | 22 مايو 1992         |
|             | الفريق المعني برصد الأرض                  | ?                     | ?                    |
|             | مركز تنسيق الحركة في أوروبا ‏              | ?                     | ?                    |
|             | منظمة حظر الأسلحة الكيميائية              | ?                     | ?                    |
|             | منظمة التجارة العالمية                    | ?                     | ?                    |
|             | منظمة الشرطة الجنائية الدولية             | ?                     | ?                    |
|             | منظمة الأمن والتعاون في أوروبا            | 24 مارس 1992          | 24 مارس 1992         |
|             | مؤسسة التنمية الدولية                     | 25 فبراير 1993        | 25 فبراير 1993       |
|             | حلف شمال الأطلسي                          | 29 مارس 2004          | 1 أبريل 2009         |
|             | يونسكو                                    | 27 مايو 1992          | 1 يونيو 1992         |
|             | مجلس أوروبا                               | ?                     | ?                    |
|             | الاتحاد البريدي العالمي                   | ?                     | ?                    |
|             | البنك الدولي للإنشاء والتعمير             | 25 فبراير 1993        | 25 فبراير 1993       |
|             | اتفاقية السماوات المفتوحة                 | ?                     | ?                    |
|             | المنظمة الهيدروغرافية الدولية             | ?                     | ?                    |
|             | الاتحاد الدولي للاتصالات                  | 16 يونيو 1992         | 3 يونيو 1992         |
|             | مؤسسة التمويل الدولية                     | 25 فبراير 1993        | 25 فبراير 1993       |
|             | المنظمة الأوروبية لسلامة الملاحة الجوية   | 1995                  | 1997                 |
|             | المركز الدولي لتسوية المنازعات الاستشارية | 6 أبريل 1994          | 22 أكتوبر 1998       |
|             | مجموعة أستراليا                           | 2004                  | 2007                 |
|             | مجموعة الموردين النوويين                  | ?                     | ?                    |

## أعلام
هذه قائمة لبعض الشخصيات التي تربطها علاقات بالبلدين:
- سريتشكو كاتانيتس (لاعب كرة قدم سلوفيني، 16 يوليو 1963 – )
- غوران سانكوفيتش (لاعب كرة قدم سلوفيني، 18 يونيو 1979[25] – )
- فريدي بوبيتش (لاعب كرة قدم ألماني، 30 أكتوبر 1971[26][27] – )
- يوسيب إيليتشيتش (لاعب كرة قدم سلوفيني، 29 يناير 1988[28] – )

## وصلات خارجية
- موقع وزارة الخارجية السلوفينية
- موقع وزارة الخارجية الكرواتية